# Araucária (Paraná)
Pour les articles homonymes, voir Araucaria (homonymie).
Araucária est une ville brésilienne de l'est de l'État du Paraná. Elle se situe par 25° 35' 34" de latitude sud et par 49° 24' 36" de longitude ouest, à une altitude de 897 mètres. Sa population était estimée à 118 313 habitants en 2006. La municipalité s'étend sur 469 km2.

## Maires
| Période | Période | Identité                    | Étiquette | Qualité |
| ------- | ------- | --------------------------- | --------- | ------- |
| 2009    | 2012    | Albanor José Ferreira Gomes | PMDB      |         |

## Jumelages

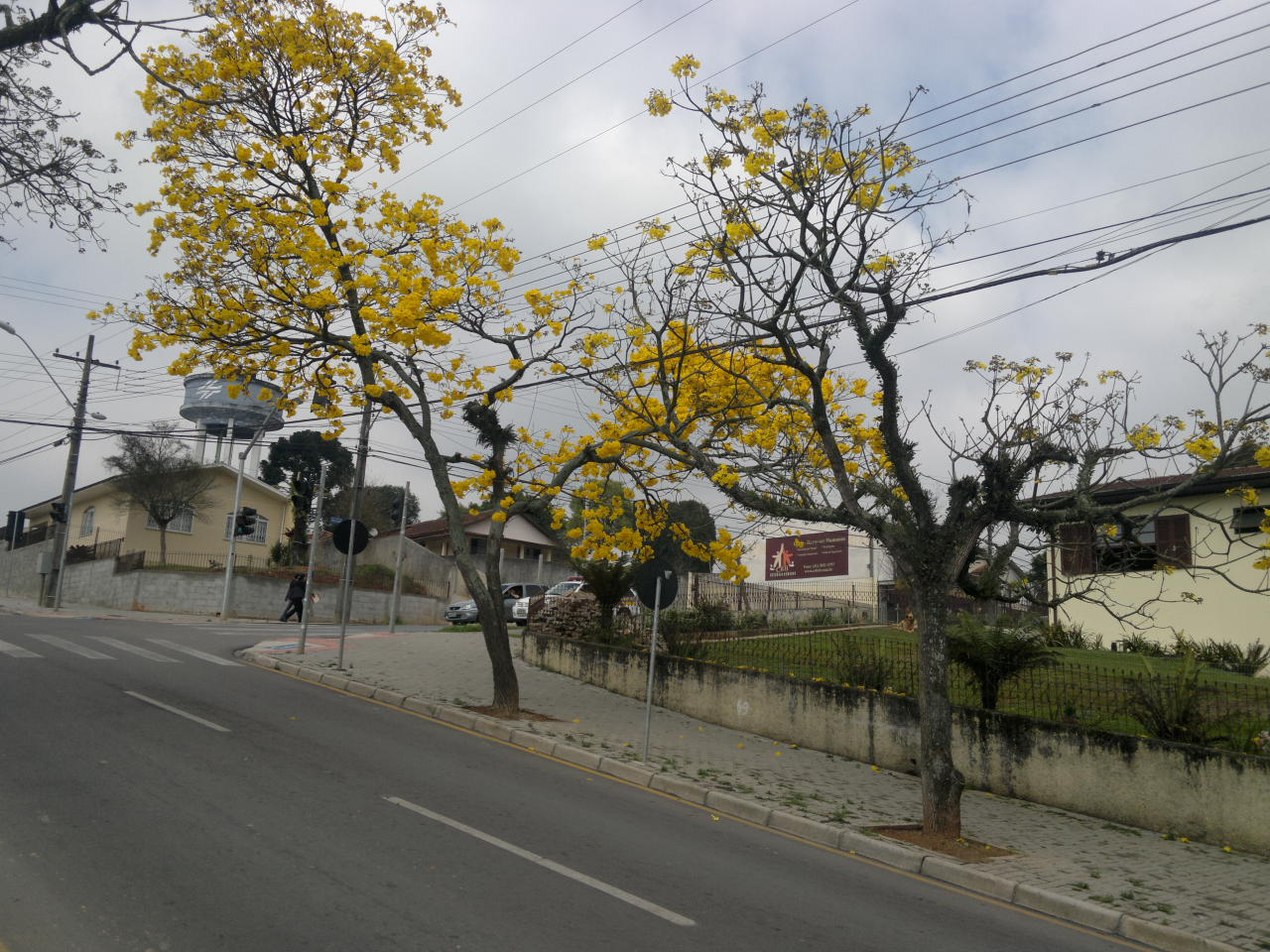
Ipês-amarelos utilisé dans l'arborisation d'Araucária-PR

- Wrocław (Pologne)